# Martirio

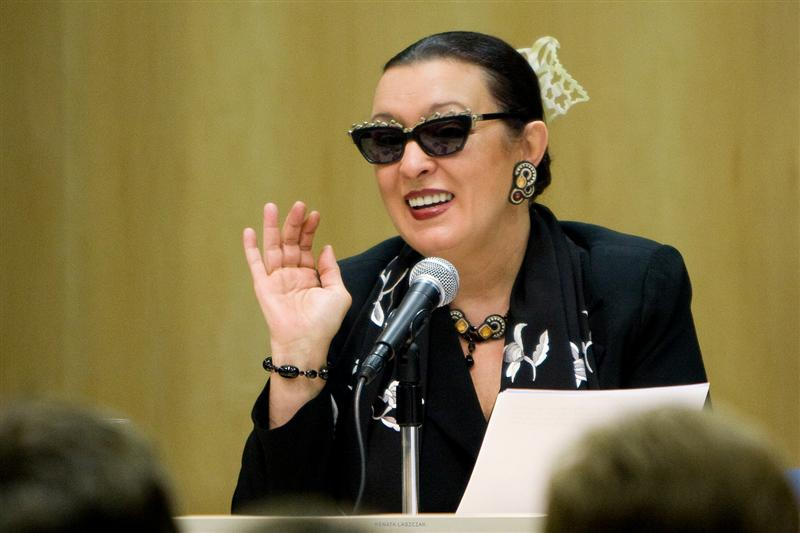
Martirio

Martirio (* 21. März 1954 in Huelva), eigentlich María Isabel de la Cinta Quiñones Gutiérrez, ist eine spanische Sängerin.

## Leben
Ihr Stil und ihre Inspiration kommen aus dem Flamenco, den sie mit modernen Musiktrends verbindet. Elemente aus dem Jazz und Tango, aber auch aus Pop, Rock, Swing und Guaracha vermischt sie mit Flamenco. Sie kann daher als eine Künstlerin des Neuen Flamenco bezeichnet werden. Ihr Markenzeichen ist ihr unverwechselbares Aussehen, u. a. mit markanten Sonnenbrillen.

## Diskografie
- Coplas de Madruga (mit Chano), 1998
- Martirio, 2002
- Estoy Mala, 2002
- Mucho corazón, 2003
- Flor de piel, 2003
- La bola de la vida del amor, 2003
- He visto color por Sevillanas, 2004
- Nuevos medios coleccion, 2005
- Coplas de Madrugá, 2005
- Fundamental, 2005
- Acoplados (mit Chano Dominguez), 2006
- Primavera en Nueva York, 2006
- El aire que te rodea (José María Vitier y Martirio, 2011)
- De un mundo raro (Cantes por chavela) (mit Raúl Rodríguez Quiñones, 2013)
- Martirio 30 años (2015)